# کوهستان

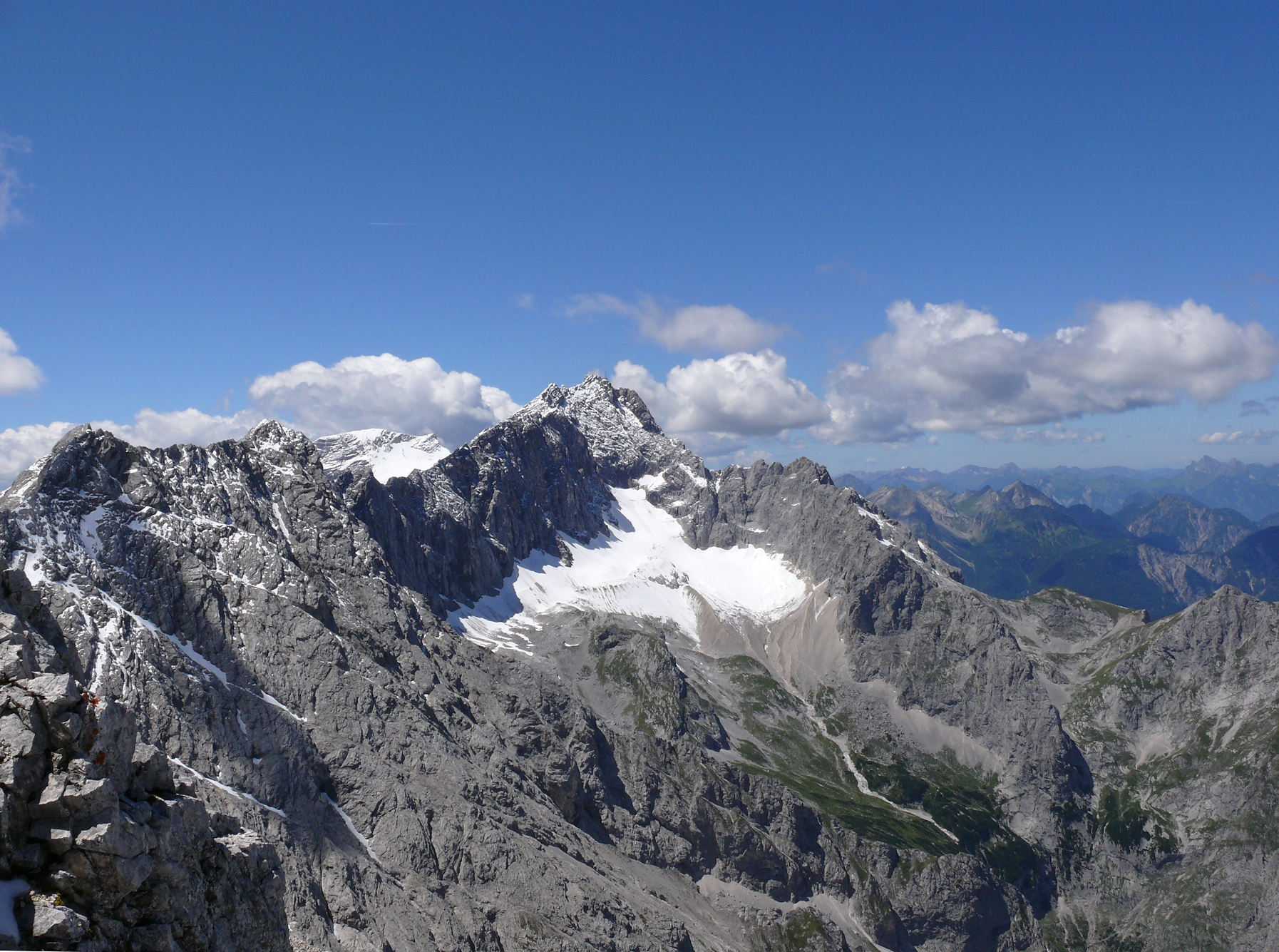
نمایی از کوهستان‌های آلمان

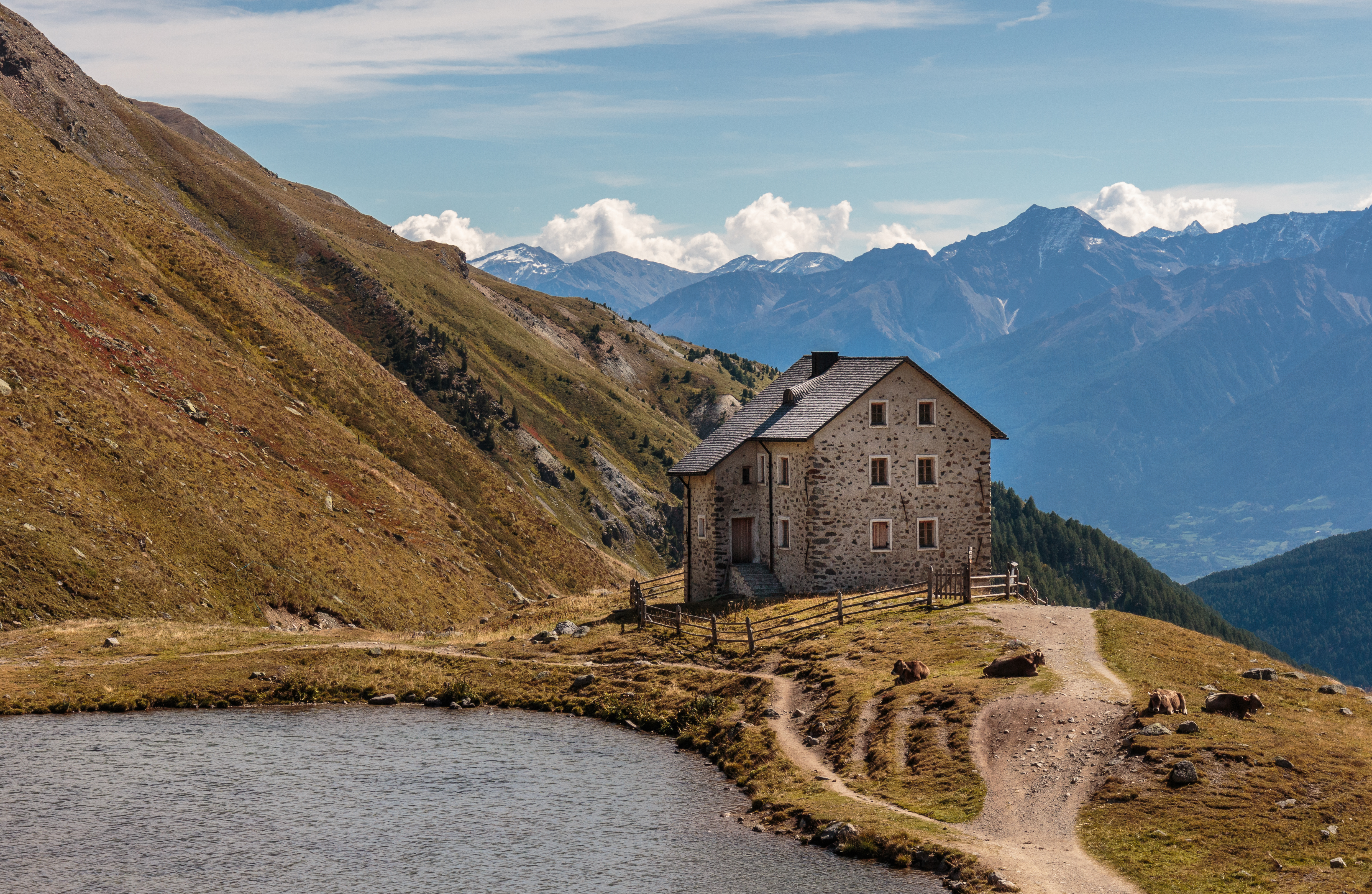
نگاره‌ای از یک خانهٔ کوهستانی در منطقهٔ سنت در کانتون گراوبوندن، سوئیس.

کوهستان زمینی است که کوه در آن بسیار باشد. به سرزمین‌های مرتفع کوهستانی، کوهساران و کوهسار نیز گفته می‌شود.ایران نیز سرزمین کوهستانی بوده و از دو رشته کوه معروف رشته کوه البرز و  زاگرس تشکیل شده‌است.